# Jean-Jacques Corcelette
Jean-Jacques Corcelette dit "Corcelette de La Ronce" (1755-1807) est un juriste et homme politique français, membre du Corps législatif.

## Famille et vie privée
La famille Corcelette est originaire du Rhône.
Jean-Jacques est né le 17 février 1755 à Poule-les-Écharmeaux de Joseph Marie Corcelette, notaire royal à Poule, et de Jeanne Lièvre.
Il a épousé le 23 octobre 1783 Marie Durieu, née le 22 janvier 1762 et décédée le 19 septembre 1837.
Il est mort le 6 juillet 1807 à Poule.

## Carrière
Jean-Jacques Corcelette fut avocat, notaire à partir du 11 septembre 1776, juge de paix à Poule puis juge vice-gérant au Tribunal première instance de Villefranche (Rhône).
Il joua un rôle important pendant la Révolution française, notamment comme député à la Sénéchaussée de Lyon en 1789.
Il fut désigné député au Corps législatif par décision du Sénat le 2 Fructidor An XII. Il exerça ce mandat (qui devait expirer en 1809) jusqu'à son décès en 1807.

## Sources
- « Jean-Jacques Corcelette », dans Adolphe Robert et Gaston Cougny, Dictionnaire des parlementaires français, Edgar Bourloton, 1889-1891 [détail de l’édition]